# Pyrgomantis nasuta
Pyrgomantis nasuta är en bönsyrseart som beskrevs av Carl Peter Thunberg 1784. Pyrgomantis nasuta ingår i släktet Pyrgomantis och familjen Tarachodidae. Inga underarter finns listade i Catalogue of Life.